# 法性寺 (上野原市)
法性寺（ほうしょうじ）は、山梨県上野原市にある天台宗の寺院である。

## 歴史
大同年間（806年 - 810年）、弘法大師空海によって開山された。空海東国巡錫の際に、薬師如来を安置して寺を創建したのが当寺の起源である。
元々は甲斐国都留郡上吉田村（現・山梨県富士吉田市）に位置し、「白蓮山連乗寺」という真言宗の寺であった。1703年（元禄16年）に真正によって中興され、現在地に移転した。その際に「法性寺」に改称し、天台宗に転宗した。
享保年間（1716年 - 1736年）、江戸下谷（現・東京都台東区北上野）の燈明寺より阿弥陀三尊を譲り受け、本尊とした。
歴史ある古刹であるが、無住（住職不在）の期間が多かったため、現在は山梨県南都留郡忍野村の東円寺の住職が兼務している。

## 文化財
- 木造阿弥陀如来坐像（山梨県指定有形文化財 昭和40年5月13日指定）[3]

## 交通アクセス
- 上野原駅より徒歩23分。